# Nusantara (termo)

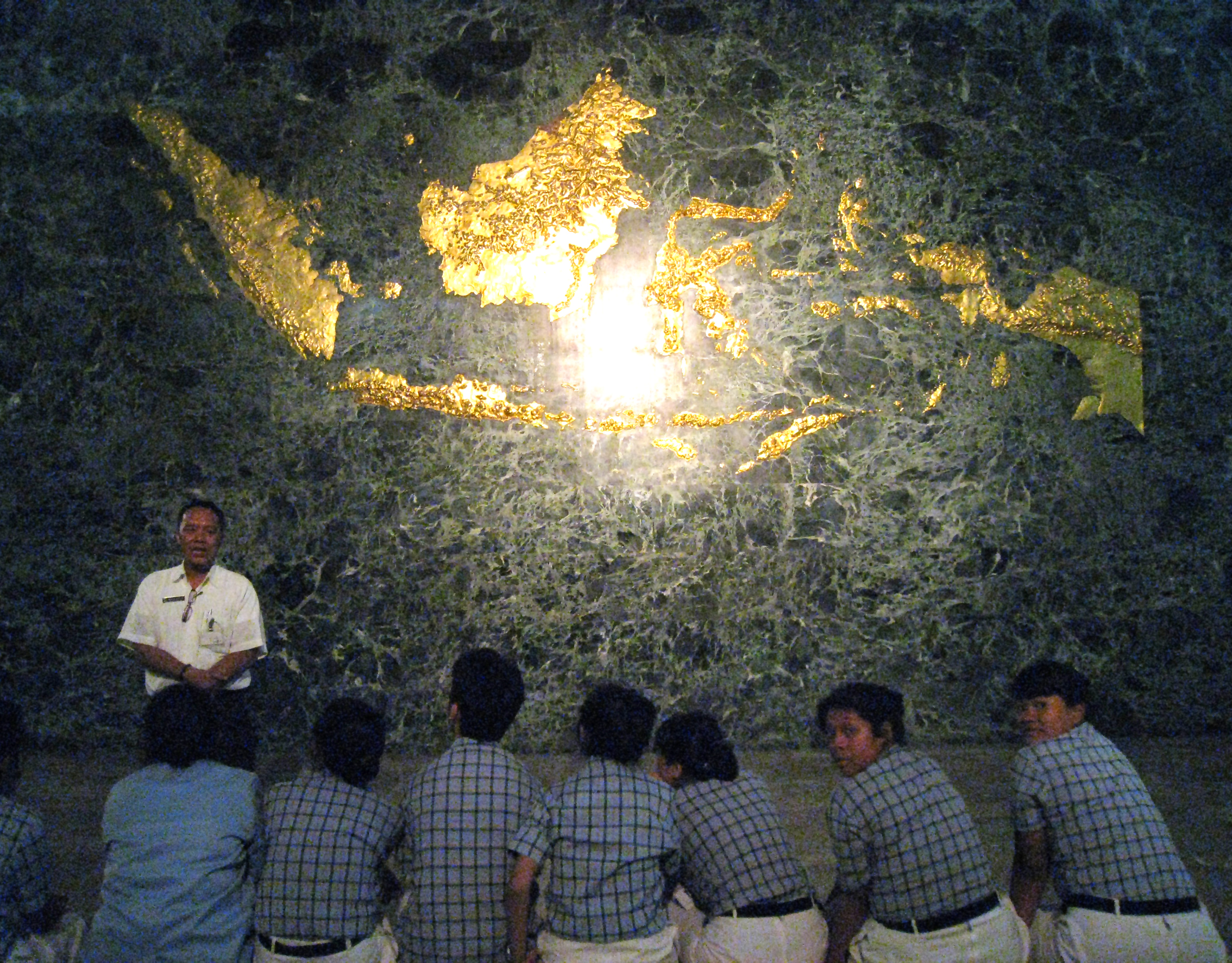
Um mapa dourado da Indonésia no Independence Hall, Monumento Nacional da Indonésia, Jacarta. Também estão incluídos Brunei, Timor-Leste e os estados malaios de Sabah e Sarawak.

Nusantara é o nome indonésio para o Arquipélago Malaio ou partes dele. É um antigo termo javanês que significa literalmente "ilhas externas".  Na Indonésia, geralmente significa "arquipélago indonésio". 
A palavra Nusantara vem de um juramento feito por Gajamada em 1336, conforme escrito nas antigas crônicas javanesas Pararaton e Nagarakretagama. Gajamada foi um poderoso líder militar e primeiro-ministro de Majapait, a quem se atribui o auge do império. Gajamada proferiu um juramento chamado Sumpah Palapa , no qual jurou não comer nenhum alimento contendo especiarias até conquistar toda Nusantara para Majapait.
O conceito de Nusantara como uma região unificada não foi inventado por Gajah Mada em 1336. Já em 1275, o termo Cakravala Mandala Dvipantara foi usado para descrever o arquipélago do sudeste asiático por Kertanegara de Singhasari.  Dvipantara é uma palavra sânscrita para "ilhas do meio", tornando-se um sinônimo de Nusantara, já que dvipa e nusa significam "ilha". Kertanegara imaginou a união dos reinos e políticas marítimas do Sudeste Asiático sob Singhasari como um baluarte contra a ascensão da Dinastia Yuan na China.
Em um sentido mais amplo, Nusantara, no uso da linguagem moderna, inclui terras culturais e linguísticas relacionadas ao malaio, ou seja, Indonésia, Malásia, Singapura, sul  da Tailândia, Filipinas, Brunei, Timor Leste e Taiwan, enquanto exclui Papua-Nova Guiné. 
Em 1920, o ativista Ernest Douwes Dekker, também conhecido como Setiabudi, propôs Nusantara como um nome para o país independente da Indonésia que não continha nenhuma palavra etimologicamente relacionada ao nome da Índia ou das Índias Orientais.